# Angelo Mazza
Angelo Mazza (né le 16 novembre 1741 à Parme et mort le 11 mai 1817 dans cette même ville) est un poète néoclassique italien du XVIIe siècle.

## Biographie
Angelo Mazza naquit à Parme, d'une famille noble, le 21 novembre 1741. Il fit ses premières études à Reggio, où il eut pour professeur de philosophie et de grec Lazzaro Spallanzani,. Il composa dès lors plusieurs pièces de vers qui étaient encore sous l'influence de l'école de Carlo Innocenzo Frugoni,. Après avoir terminé ce cursus, Mazza se rendit à l'Université de Padoue et s'y livra à l'étude de l'hébreu et de l'anglais. Il traduisit en vers le poème d'Akenside, sur les Plaisirs de l'imagination, mais rencontra quelques difficultés pour le faire accepté par la censure. Grâce à l'intervention de Gasparo Gozzi auprès du gouvernement vénitien, le livre fut finalement imprimé.
Rappelé à Parme en 1768, par le ministre du Tillot, Mazza fut d'abord nommé secrétaire de l'université, puis enseigna la littérature grecque à partir de 1772,. Il s'installa ensuite à Bologne. Là, il se consacra à ses travaux littéraires, suivit les cours de l'abbé Stellini, étudia les sciences exactes, le droit et la théologie. Il envisagea même en 1777 de devenir ecclésiastique. Mais il abandonna finalement l'habit ecclésiastique et épousa une jeune femme de Parme, Caterina Strocchi.
Il publia quelques chansons : son hymne sur l'Harmonie fut bien accueilli, et lui valut d'abord le titre de chantre de l'harmonie, puis le surnom d'Armonide Elideo, lorsqu'il fut reçu à l'Académie d'Arcadie de Rome. Il entreprit ensuite la traduction des odes de Pindare, et en publia une partie. Il eut aussi des détracteurs, parmi lesquels Giovanni Battista Fontana et Vincenzo Monti furent les plus acharnés. Leurs disputes sont restées célèbres. S'étant rencontrés à Parme, Monti et Mazza semblaient s'être réconciliés. Mais il semble que de nouvelles publications de Mazza engendrèrent d'autres critiques de Monti. En dehors des critiques, Mazza vécut heureux au sein de sa famille, et parfaitement étranger aux sujets politiques. Frappé de paralysie dans sa vieillesse, il languit deux ans, et mourut à Parme, dans la nuit du 10 au 11 mai 1817. Souhaitant produire des oeuvres «non banales», plusieurs passages de ses poèmes sont inintelligibles pour ceux qui n'ont pas les connaissances requises en philosophie et en théologie. Mazza le savait bien lui- même, car il a écrit quelque part : « J'ai vécu content de peu de lecteurs. ».

## Œuvres
Voici les principales éditions de ses ouvrages :
- Les Plaisirs de l'imagination, traduits d'Akenside, Paris (Padoue), 1764, in-8° ;
- Poésies, Pise, 1790, 3 vol. in-8° ;
- Vers sur l'harmonie, Florence, 1795, in-4° ;
- Sonnets sur l'harmonie, Parme, 1801, in-8° ;
- Stances à Cesarotti, Plaisance, 1809, in-4°, et Parme, 1810, in-8° ;
- Odes, Parme, 1815, in-8° ;
- Œuvres poétiques, Parme, 1819, 5 vol. in-8° ;
- Œuvres complètes, Parme, Paganini, 1821, 6 vol. in-8°. M. Pezzana, littérateur distingué, a inséré une intéressante biographie d'Angelo Mazza, dont il avait été l'ami, dans sa continuation de l'ouvrage du P. Affò sur les écrivains parmesans.